# Ruth Graves Wakefield
Ruth Graves Wakefield (Easton, Massachusetts, 17 de junio de 1903 - Massachusetts, 10 de enero de 1977) fue una chef estadounidense, más conocida como la inventora de la Toll House Cookie, la primera galleta con chispas de chocolate, que ella creó. También era graduada universitaria, dietista, educadora, propietaria de una empresa y autora.
Wakefield creció en Easton, Massachusetts, y se graduó de la Oliver Ames High School en 1920. Wakefield se educó en el Framingham State Normal School Department of Household Arts en 1924. Allí, trabajó como dietista y dio conferencias sobre alimentos. En 1928, ella y su esposo Kenneth Donald Wakefield (1897–1997) tuvieron un hijo, Kenneth Donald Wakefield Jr. En 1930, ella y su esposo compraron un albergue turístico (el Toll House Inn) en Whitman en el condado de Plymouth. Ubicado a medio camino entre Boston y New Bedford, era un lugar donde los pasajeros habían pagado históricamente un peaje, cambiado de caballo y comido comidas caseras. Cuando los Wakefield abrieron su negocio, llamaron al establecimiento Toll House Inn. Ruth cocinó y sirvió toda la comida y pronto ganó fama local por sus cenas y postres de langosta. Personas de toda la región visitaron la Toll House, incluidos notables como el embajador de los Estados Unidos Joseph P. Kennedy. Sus galletas con chispas de chocolate pronto se hicieron muy populares. Ella inventó las galletas con chispas de chocolate alrededor de 1938.
Agregó trozos cortados de una barra de chocolate semidulce Nestlé en una galleta. A menudo se informa incorrectamente que la galleta fue un accidente y que Wakefield esperaba que los trozos de chocolate se derritieran para hacer galletas de chocolate. En realidad, Wakefield declaró que ella inventó deliberadamente la galleta. Ella dijo: "Habíamos estado sirviendo una galleta de nuez de caramelo con helado. A todo el mundo parecía encantarle, pero estaba tratando de darles algo diferente. Así que se me ocurrió la galleta Toll House".
Wakefield escribió un libro de cocina superventas, Toll House Tried and True Recipes, que pasó por 39 impresiones a partir de 1930. La edición de 1938 del libro de cocina fue la primera en incluir la receta de una galleta con chispas de chocolate, la "Toll House Chocolate Crunch Cookie".
Durante la Segunda Guerra Mundial, los soldados estadounidenses de Massachusetts que estaban estacionados en el extranjero compartieron las galletas que recibieron en paquetes de atención desde su casa con soldados de otras partes de los Estados Unidos. Pronto, cientos de soldados escribieron a sus casas pidiéndoles a sus familias que les enviaran algunas galletas de Toll House, y Wakefield pronto fue inundada con cartas de todo el mundo solicitando su receta. Así comenzó la moda nacional por la galleta con chispas de chocolate.
A medida que aumentó la popularidad de la galleta crujiente de chocolate Toll House, las ventas de las barras de chocolate semidulce de Nestlé también aumentaron. Andrew Nestlé y Ruth Wakefield hicieron un acuerdo comercial: Wakefield le dio a Nestlé el derecho de usar su receta de galletas y el nombre de Toll House por un dólar y un suministro de por vida de chocolate Nestlé. Nestlé comenzó a comercializar chips de chocolate para ser utilizados especialmente para galletas e imprimir la receta de la Toll House Cookie en su paquete.
La invención de Wakefield satisfizo esta necesidad y se convirtió en la galleta más popular de todos los tiempos. Las galletas con chispas de chocolate todavía se consumen hoy y actualmente existen en un mercado de más de $18 mil millones en los Estados Unidos.
Wakefield falleció el 10 de enero de 1977 a los 73 años, después de una larga enfermedad en el Hospital Jordan en Plymouth, Massachusetts.
En 2018, The New York Times publicó un obituario tardío para ella.